# Micrurus averyi
Micrurus averyi este o specie de șerpi din genul Micrurus, familia Elapidae, descrisă de Schmidt 1939. Conform Catalogue of Life specia Micrurus averyi nu are subspecii cunoscute.